# Beinn Dearg (Ullapool)
Beinn Dearg (en gaélico escocés significa "Montaña roja" pronunciado [peiɲ tʲɛɾɛk]) es la zona de Iverlael de las Tierras Altas de Escocia (Reino Unido). Se escala normalmente siguiendo el río Lael hasta Gleann na Sguaib. Comenzando desde casi la cabeza del Loch Broom un sendero sigue el glen hasta un bealach alrededor de un kilómetro al norte de la cima. Desde este collado, se puede subir también a los picos vecinos de Con a' Mheall y Meall na Ceapraichean. Eididh nan Clach Geala, que queda alrededor de 3 km al norte de Beinn Dearg se puede añadir también para completar 4 munros de una sola tacada.
A principios del año 2005, fuertes vientos causaron gran daño a los árboles del Bosque de Inverlael, bloqueando de manera casi total la ruta descrita. 
Beinn Dearg está considerada una ZEPA. La zona abarca una diversidad de hábitats, incluyendo bosque, ciénagas, aguas abiertas, brezales enanos y precipicios. De manera muy significativa, las zonas de la cumbre sirven de soporte a pájaros de montaña como el chorlito carambolo.
Este Beinn Dearg de Ullapool es la más alta de las elevaciones escocesas que tiene este nombre. Las otras son:
- Beinn Dearg – 1008 m, munro al norte de Blair Atholl
- Beinn Dearg – 914 m, en la zona de Torridon
- Beinn Dearg – 830 m, al norte de Glen Lyon
- Beinn Dearg – 706 m, en la zona de Glenartney
- Beinn Dearg– 427 m, en las colinas Menteith